# サモボル
サモボル（クロアチア語:Samobor）はクロアチア・ザグレブ郡の都市で首都ザグレブの西郊にありザグレブ都市圏に含まれる。サモボル丘陵(Samoborsko gorje)とサヴァ川低地の間の傾斜地に位置する。人口は2001年現在36,207人で増加傾向にあり、15,147人は市中心部に居住する。警察署、郵便局、裁判所なども立地する。

## 歴史
サモボルはベーラ4世の財産公文書によれば1242年より帝国自由都市として存在し、多様で深い歴史がある都市である。1809年から1813年までナポレオン統治下のフランス帝国イリュリア州として支配されていた。

## 産業
歴史的にサモボルでは手工業が盛んであった。主要産業の一つとしてクリスタル・ガラスのカッティングが有名で、高品質なクリスタル・ガラスがヨーロッパ各地や世界中に流通し高額で取引されている。16世紀よりサモボル近隣では銅や石炭の産出と並びガラスの製造や炭酸カリウムの生成などに従事が行われ、これらガラスや化学製品は重要な原材料製品となっていた。

## みどころ
サモボル地域は早い時期からリゾート地として開けており、1810年には釣り人やハンター、ハイカーなどのケータリングの為の最初のツーリスト施設が存在していた。サモボルは美しい周辺部の中心として、現在でも旅行者をサポートする伝統が続いている。中心部の町並みも美しいが、周辺部の自然の中でハイキングなど楽しむ旅行者が現在も多くいる。1846年、作曲家フランツ・リストがこの地を訪れている。当時、リストはザグレブで多くのコンサートツアーを行っていた。サモボルを訪れ、彼の友人であるフェルド・リヴァディッチ(Ferdo Livadić)と滞在場所であるリヴァデッチマンションで会っている。20世紀に入りリヴァリッチマンションの所有権はユダヤ人一家のダニチッチ(Daničić)の下に移るが、1941年にナチに追われてしまう。その後、新たにクロアチア国有になり一家に所有権は戻っていない。

## 姉妹都市
- ヴィルゲス、ドイツ
- ヴェレス、マケドニア共和国
- スタリー・グラード、クロアチア
- ペーチ、ハンガリー
- en:Chassieu、フランス
- パラビアーゴ、イタリア